# Jaarrekeningenfraude
Jaarrekeningenfraude of boekhoudfraude is een vorm van fraude waarin een bedrijf bewust een onjuist beeld van haar financiële situatie geeft en hiermee buitenstaanders zoals banken, beleggers en contractpartijen misleidt. Wanneer dit in de openbaarheid komt, spreekt men van een boekhoudschandaal. Hierbij worden vaak ook accountants, trustkantoren, advocaten en wederpartijen in het schandaal meegesleept.
De verschillende schandalen hebben geleid tot een aanscherping van de corporate governance regels, zoals de Code Tabaksblat en Sarbanes-Oxley. Bovendien is er zowel op nationaal (Generally Accepted Accounting Principles, GAAP) als op internationaal niveau (International Financial Reporting Standards, IFRS) sprake van consolidatie en codificatie van boekhoud- en accountingmethoden. 
Jaarrekeningenfraude is in veel landen strafbaar gesteld als economisch delict. Bovendien kan men ook boetes en andere sancties krijgen voor het niet of te laat publiceren van jaarcijfers.

## Motieven
Verschillende motieven kunnen ten grondslag liggen aan boekhoud- of jaarrekeningenfraude. Een bedrijf zal de stand van zaken zo goed mogelijk willen presenteren aan beleggers zodat de effecten (aandelen of obligaties) een hoge koers krijgen en zullen worden gekocht. Ook zullen banken bij een rooskleurig beeld geneigd zijn minder rente te eisen op hun leningen. Bovendien zijn bij veel bedrijven de bonussen van werknemers en dan met name het hogere management gerelateerd aan de jaarwinst of de beurskoers.
Wanneer de zaken even wat minder gaan kan een bedrijf besluiten dit even niet in de openbaarheid te brengen, want "dat halen we toch wel in". Als dit niet lukt kunnen verliezen zich opstapelen, waardoor een bedrijf het ene gat met het andere vult, en uiteindelijk in de eigen leugen verstrikt raakt. 
Hoewel jaarrekeningenfraude wordt geassocieerd met grotere ondernemingen hoeft dit niet per se altijd het geval te zijn. Ook in kleinere ondernemingen kan jaarrekeningenfraude plaatsvinden, bovendien gelden er vaak verlichte controle-eisen waardoor fraude eenvoudiger wordt. 
Een andere reden voor jaarrekeningenfraude kan liggen in het willen camoufleren van eigen fraude. Het kan voorkomen dat geld weggesluisd wordt uit een bedrijf. Dit moet natuurlijk wel verborgen worden voor de investeerders.

## Methoden
Er bestaan verschillende methoden waarop jaarrekeningenfraude kan worden gepleegd:
- Window dressing: een onderneming verricht vlak voor jaareinde nog snel wat transacties waardoor de balansratio's gunstig worden beïnvloed, of het slepen met winst- en verliesposten over jaareinde heen om het resultaat te manipuleren;
- Via ingewikkelde internationale transacties de schijn opwekken dat de onderneming er financieel beter voorstaat dan in werkelijkheid. Veelal blijkt er in werkelijkheid sprake van een carrouselconstructie waarbij alle ondernemingen uiteindelijk vorderingen op elkaar hebben en er geen winstgevende bedrijfsactiviteiten achter zitten. Het bekendste voorbeeld hiervan was Enron;
- Onjuiste cijfers publiceren, waarbij met verschillende elementen (de cijfers zelf, de waarderingsmethoden etc.) kan worden gemanipuleerd;
- Fictieve activa en passiva opvoeren;
- In de toelichting onjuiste informatie vermelden of informatie weglaten;
- Het niet vermelden van relevante zaken die na het einde van het boekjaar zijn geschied;
- Het opzettelijk niet publiceren van jaarcijfers, hetgeen lonend kan zijn in landen waar de sancties hiervoor laag zijn, bijvoorbeeld slechts een boete van een paar honderd euro.

## Het effect op stakeholders (belanghebbenden)

### Effect op de onderneming
Jaarrekeningenfraude leidt in het algemeen tot een sterke afname in vertrouwen in de onderneming, bovenop het feit dat de financien sowieso slechter blijken dan gedacht. Vaak wordt het bestuur vervangen en zal het nieuwe bestuur de onderneming trachten af te slanken teneinde deze te kunnen behouden. Dit houdt vaak de verkoop of afstoting van bedrijfsonderdelen en personeelsreducties in. Wanneer de situatie niet meer te redden valt, rest nog slechts het aanvragen van het faillissement van de onderneming. Dit betekent uiteraard dat veel werknemers hun baan verliezen en veel schuldeisers een deel van of hun gehele vordering zullen moeten afschrijven.

### Managers en statutair directeuren
Hoewel in veel landen rechtspersonen strafrechtelijk en bestuursrechtelijk aansprakelijk kunnen zijn, zal Justitie en eventueel de curator de sleutelfiguren in de fraude proberen te achterhalen. De statutair directeuren komen hierbij uiteraard als eerste aan bod, want zij dragen formeel eindverantwoordelijkheid. Eventueel kan ook worden gekeken naar de rol van hoge managers en andere sleutelfiguren in de onderneming. De kans is groot dat betrokkenen bij fraude hun baan verliezen en civiel-, straf- en bestuursrechtelijk aansprakelijk worden gesteld. Wanneer de strafrechtelijke weg wordt gekozen is gevangenisstraf niet ondenkbaar. Daarbij is de kans groot dat ze dermate grote reputatieschade oplopen, dat ze geen andere baan meer vinden, of dat men bestuursrechtelijk een beroepsverbod opgelegd krijgt.

### Accountants
Accountants zullen alle fraudes die ze constateren bespreken met de ondernemingsleiding. Bij jaarrekeningenfraude is vaak de directie zelf betrokken. Wanneer de directie geen adequate stappen onderneemt tegen de fraude heeft de accountant de morele plicht om haar betrokkenheid bij die onderneming te beëindigen. Wanneer de jaarrekening niet wordt aangepast, dient de accountant de jaarrekening af te keuren. Het komt echter voor dat een accountant niet aan de bel trekt, omdat hij bang is een klant te verliezen. Accountants worden dan ook vaak hard getroffen door boekhoudschandalen: Arthur Andersen ging ten onder met Enron, terwijl Deloitte & Touche zware schade opliep door de Ahold- en Parmalatschandalen. 

### Trustkantoren
Trustkantoren werken in veel gevallen mee aan de fraude zonder het te weten. Meestal draait het bedrijf ook hen doelbewust een rad voor ogen. Voor trustkantoren vormt jaarrekeningenfraude een zwaard van Damocles, aangezien zij vaak als directeur meetekenen en dus mede aansprakelijk kunnen zijn.

### Schuldeisers
Schuldeisers doen zaken met een onderneming in goed vertrouwen dat de schulden en rekeningen worden betaald, vertrouwen dat ze mede baseren op de publiek gedeponeerde jaarrekening. Wanneer een onderneming de zaken gunstiger heeft voorgesteld dan in werkelijkheid en de schuldeiser dus bij wetenschap van de werkelijke situatie geen zaken met de onderneming zou hebben gedaan, lijdt hij derhalve schade. Juridisch bestaan er verschillende instrumenten om dit te verhalen op de onderneming en eventuele derden zoals accountants en statutair directeuren. Feitelijk is de situatie echter dat procederen ook geld kost terwijl de schuldeiser per definitie al schade heeft geleden. De kans is dan ook groot dat een schuldenaar met lege handen achterblijft of een korting ('haircut') op zijn vordering zal moeten accepteren.

## Boekhoudschandalen
Jaarrekeningenfraude kan leiden tot een boekhoudschandaal. Dit kan de ondergang van het bedrijf betekenen. Het begint meestal met problemen in bepaalde transacties, waarin het bedrijf ineens financieel niet zo sterk blijkt als het zichzelf in de jaarrekeningen presenteert. Wellicht is er sprake van een "event of default" (wanprestatie), of vraagt het bedrijf uitstel van betaling aan.
Nader onderzoek volgt, waarbij ook de autoriteiten zich op de zaak werpen. Meestal zal rond deze tijd het bestuur afgetreden zijn en/of gezuiverd worden. Soms wisselen de bestuurders elkaar met de regelmaat van de klok af. Naar (oud-)bestuurders zal strafrechtelijk onderzoek (kunnen) worden verricht. Zelfmoord van (ex-)bestuurders komt een enkele keer voor.
Het bedrijf geeft een winstwaarschuwing af en de kredietrating wordt verlaagd. Dit leidt tot een scherpe koersdaling op zowel de aandelen- als de obligatiemarkt. In het beste geval loopt het met een sisser af (Ahold, Parmalat) en treden nieuwe bestuurders aan die een nieuw (sanerings)plan met de banken en/of obligatiehouders onderhandelen. Het bedrijf kruipt dan langzaam weer uit het dal. In het slechtste geval nemen de werknemers sneller ontslag dan men nieuwe kan aannemen, trekken wederpartijen en obligatiehouders zich terug of beginnen met rechtszaken, en dalen de koersen naar de waarde van oud papier. Ten slotte zal het bedrijf failliet gaan of worden overgenomen.

## Jaarrekeningenfraude en boekhoudschandalen in de geschiedenis
Verschillende keren heeft jaarrekeningenfraude geleid tot zware boekhoudschandalen, zowel in Europa, de Verenigde Staten als India.

### Ahold
In februari 2003 kwam Ahold in ernstige moeilijkheden, nadat gebleken was dat de omzet over voorgaande jaren bij de Amerikaanse dochteronderneming, US Foodservice, aanmerkelijk lager was dan was gerapporteerd. Het probleem was dat de Nederlandse NV Ahold een geconsolideerde jaarrekening had opgesteld en daarbij ten onrechte het vermogen en het resultaat van de maatschappij in de VS volledig had meegenomen. Er werd ten onrechte verteld dat het om een dochtermaatschappij zou gaan: een maatschappij waarvan men de meerderheid van de stemrechten heeft. Ahold NV bleek echter 50% van de aandelen en de stemrechten te bezitten, hetgeen onvoldoende voor de aanduiding moeder/dochtermaatschappij is. De controlerend accountant Deloitte had dit niet opgemerkt doordat Ahold d.m.v. een zogenaamde 'side letter' de werkelijke gang van zaken aan de controle had onttrokken. De accountant had hier uit eigener beweging toch naar moeten vragen en heeft dat niet gedaan. Uit het daarop volgende onderzoek kwamen ook enkele andere onregelmatigheden naar voren. Een en ander leidde tot het aftreden van en strafrechtelijke stappen tegen de toenmalige CEO Cees van der Hoeven, die zich tegenover de media uitte in termen dat hij zich niets kon herinneren van de veelbesproken side-letter. Ahold liep door deze affaire grote imagoschade op, de aandeelhouders (veelal ook particuliere beleggers) zaten met een grote vermogensschade en de dader werd in feite nauwelijks gestraft voor de veroorzaakte schade.
Het Ahold-schandaal had nog een staartje; ophef rondom de hoge beloning van Anders Moberg, aangesteld om de onderneming na dit debacle uit het slop te redden, leidde in Nederland tot een kopersstaking tegen Albert Heijn. Moberg deed hierop vrijwillig afstand van een deel van zijn beloningsregeling en Ahold probeerde de sympathie van de markt terug te winnen door de prijzen te verlagen. Dit leidde tot een prijzenoorlog tussen de verschillende supermarktketens die het einde en overname van Konmar en verschillende kleinere supermarkten betekende.

### Enron
Enron ging eind 2001 failliet doordat het al jaren meer uitgaf dan er binnenkwam en de verliezen uit de boeken hield door schimmige constructies met honderden dochterondernemingen. Toen het bedrijf uiteindelijk over de kop ging, bleek dat managers miljoenen in hun zak stopten, accountants bewijsmateriaal vernietigd hadden, dat het bedrijf de verkiezingscampagnes van vrijwel alle presidentskandidaten, zowel Democraten als Republikeinen, had gefinancierd en dat er bijna duizend dochterondernemingen waren opgezet om belasting te ontduiken en de boekhouding op te fleuren. Het bij de jaarrekeningen betrokken accountantskantoor Arthur Andersen, een van de zogenaamde Big Five accountantskantoren, werd door deze betrokkenheid in de val van Enron meegesleept en ging eveneens ten onder.

### Parmalat
In december 2003 kon Parmalat een obligatielening van 150 miljoen euro niet terugbetalen, hoewel het 4.5 miljard aan liquide middelen zou hebben. Dit geld bleek er niet te zijn: de verliezen uit de deelnemingen die met het geld waren gekocht bleken kolossaal te zijn. Daarnaast was jaarrekeningfraude gepleegd en was leningdocumentatie vervalst. Via de Kaaimaneilanden waren miljarden weggelekt.
De koers van de obligaties en aandelen klapte in elkaar, en de kredietrating zakte tot junkstatus. Later verdween Parmalat zelfs van de beurs. Een aantal kopstukken verdween in de gevangenis. Daarnaast kwamen banken die bij de Parmalat-obligaties waren betrokken in de problemen, alsmede huisaccountant Deloitte, accountants van dochtermaatschappijen, en advocatenkantoren.
Parmalat is via een speciale insolventieprocedure "gered", en is sinds kort in afgeslankte vorm weer teruggekeerd op de beurs.

### Satyam
Op 7 januari 2009 nam B. Ramalinga Raju, de oprichter en bestuursvoorzitter van het Indiase informatietechnologiebedrijf Satyam Computer Services, ontslag en maakte daarbij openbaar dat hij jaarrekeningfraude had gepleegd door 59 miljard roepies (op 7-1-2009: 900 miljoen euro) aan niet bestaande bezittingen op te voeren en 12 miljard roepies (op 7-1-2009: 180 miljoen euro) aan schulden niet te verantwoorden. Volgens Raju was het ooit begonnen met een klein verschil tussen de boekhouding en de gepresenteerde winstcijfers. Dit verschil was in de loop van de jaren uitgegroeid tot gigantische proporties. Met het op deze wijze veel te hoog voorstellen van het eigen vermogen beoogde hij de onderneming te beschermen tegen mogelijke overnames. Ironisch is dat Satyam in het Sanskriet waarheid betekent.

### WorldCom
WorldCom ging in 2002 failliet nadat een zeer omvangrijk boekhoudschandaal aan het licht was gekomen. Na onderzoek door de Securities and Exchange Commission werd deze geraamd op USD 11 miljard. In de periode 1999-2002 was op twee manieren fraude gepleegd. Enerzijds waren niet-bestaande inkomsten gerapporteerd, anderzijds waren uitgaven geactiveerd die geen investeringskarakter hadden, doch als reguliere uitgaven waren aan te merken.